# Necaxa-víztározó
A Necaxa-víztározó a mexikói Puebla állam Juan Galindo községének a Necaxa folyón felduzzasztott víztározója, mely 1905-ben az ország első vízerőművének létrehozásakor jött létre.

## Elhelyezkedése
A tó Puebla északi részén, Sierra Norte régióban, Juan Galindo község nyugati részén helyezkedik el a tenger szintje felett 1300 méterrel. A keleti végén kifolyó Necaxa folyó völgye ennél közel 500 méterrel mélyebben fekszik. Közvetlenül déli partján épült fel Nuevo Necaxa, a község központja, a két legnagyobb város a közelben a néhány kilométerrel délnyugatra fekvő Huauchinango és a hasonló távolságban, északkeleti irányban található Xicotepec de Juárez. Északi partján halad el a 130-as főút, melynek egy kis leágazása elvezet Nuevo Necaxáig is.

## Története
A vízerőmű építési munkálatai 1903 novemberében kezdődtek el és alig több mint 2 év múlva, 1905 decemberében már üzembe is állt az első, 5 MW teljesítményű áramgenerátor. A termelt energiát Mexikóváros központi utcáinak megvilágításához és a közeli bányák működtetéséhez tervezték felhasználni. Az első próbát december 3-án délután 5 órakor tartották, és mivel ez sikeres volt, a fővárosban 6-án elindult a világítás éles üzeme. Néhány nap múlva a pachucai El Oro, majd az angangueói bányába is megérkezett az itt termelt elektromosság.
Az építkezést a kanadai Torontóban alapított Mexican Light and Power Company végezte mintegy 60 mérnök és 2300 munkás részvételével. A mérnökök és technikusok főként mexikóiak, angolok és kanadaiak voltak, az egész munkát az USA-beli Frederick Stark Pearson vezette. Az emberek és a munkához szükséges gépek szállításához a közeli vasútvonalról külön leágazást építettek a helyszínig.
A tó helyén álló egykori Necaxa falut és néhány közeli ranchót ki kellett üríteni és átköltöztetni magasabban fekvő helyekre, így keletkezett a mai Nuevo Necaxa település.
A Necaxa-víztározóról és az erőműről kapta a nevét az 1923. augusztus 21-én két kisebb labdarúgóklub, a Tranvías („Villamosok”) és a Luz y Fuerza („Fény és Erő”) egyesülésével Mexikóvárosban megalakult Club Necaxa focicsapat is. A ma Aguascalientesben működő együttes becenevei is innen származnak: mivel eleinte a Necaxa játékosai William Frasser elektromossággal foglalkozó vállalatának, a Luz y Fuerzának a dolgozói voltak, hamar rájuk ragadt az Electricistas, azaz Villanyszerelők név, és nagyon elterjedt az is, hogy Rayosnak, azaz Villámoknak nevezik őket.

## Turizmus
Ma a szép környéket és a hatalmas ipari létesítményt turisztikailag is kihasználják. A parton felépült egy hotel, egy kilátó és számos vendéglő, valamint egy virág- és növénypiac is működik itt.